# Едермег
Едермег (рос. Эдэрмэг) — улус Кіжингинського району, Бурятії Росії. Входить до складу Сільського поселення Верхньокіжингинський сомон.
Населення — 514 осіб (2015 рік).